# 강진 정수사 대웅전
강진 정수사 대웅전(康津 淨水寺 大雄殿)은 대한민국 전라남도 강진군 대구면 용운리, 정수사에 있는 대웅전이다. 1985년 2월 25일 전라남도의 유형문화재 제101호로 지정되었다.

## 개요
정수사는 천개산에 있는 절로 기록에 의하며 통일신라말 애장왕 6년(805)에 도선국사가 세웠다고 한다. 세울 당시에는 계곡을 중심으로 양쪽에 묘덕사와 쌍계사 두 절이 있었는데 후에 쌍계사는 수정사라 이름을 바꾸었다. 한동안 폐허가 되었던 것을 중종 19년(1524)다시 지으면서 정수사라 이름을 바꾸었고, 이후 여러 차례 다시 짓거나 수리를 하였다.
정수사 대웅전은 절의 중심에 있는 법당으로 석가모니를 모시고 있으며 4번에 걸쳐 수리한 기록이 있다. 앞면 3칸·옆면 2칸의 겹처마로 가장 단순한 맞배집이다. 자연석 기단 위에 기둥을 세웠으며, 지붕 처마를 받치는 공포가 기둥 위와 기둥 사이에도 있는 다포계 양식이다. 내부에는 중앙 뒤쪽에 불단이 있으며, 천장에는 불화가 그려져 있다.
건물은 대체로 소박한 편이며, 외부 단청은 거의 남아 있지 않으나 내부에는 무늬 일부가 잘 남아 있다. 공포의 조각수법이나 단청 등에서 조선 중기의 건축 양식을 볼 수 있다.

## 현지 안내문
대웅전은 석가모니를 주존불로 모시는 건물이다.
정수사는 강진군 대구면 고려청자요지에서 동쪽으로 약 3km 떨어진 곳으로 산간오지에 위치하고 있다. 정수사사적기에 의하면 옛날에는 상당한 사격을 갖춘 것으로 여겨지나 현재는 모두 없어지고 다만 대웅전과 요사채 그리고 웅진당 등의 소규모 건물이 있을 뿐이다. 정수사의 원래 사명은 두 골짜기 계곡이 절 앞에서 합하여 흐른다 하여 쌍계사라 하였으나 뒤에 정수사라 고쳤다 한다. 신라 애장왕 원년(AD 800년)에 도선국사가 창건하였다고 하나 도선국사의 생몰 연대가 827-898년이므로 맞지 않는 내용이다.
대웅전의 크기는 정면 3칸, 측면 2칸인 맞배지붕(옆에서 볼때 '人'자 모양)으로 되어 있다. 천장의 둘레에 평방 위에서 공포(처마를 받치는 부재)까지의 공간을 사면인 판벽으로 처리하였는데 이 판벽에 벽화를 그려 내부 천장을 장식하였다. 바닥은 마루판으로 된 우물마루(우물 '井자 형태)이며 후면 중앙 벽쪽으로 불단이 설치되어 있다.

## 같이 보기
- 강진 정수사 대웅전 목조삼세불좌상 (전라남도 유형문화재 제305호)

## 참고 자료
- 정수사대웅전 - 국가유산청 국가유산포털